# نیکو توشوگو
معبد نیکو توشو (انگلیسی: Nikkō Tōshō-gū) یک معبد شینتویی است که در شهر نیکو، در استان توچیگی در ژاپن قرار دارد. این معبد یکی از آرامگاه‌ها و معابد نیکو است که توسط یونسکو به عنوان میراث جهانی یونسکو به ثبت رسیده است.

## نگارخانه

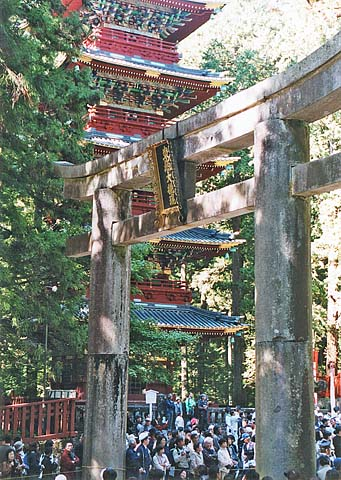
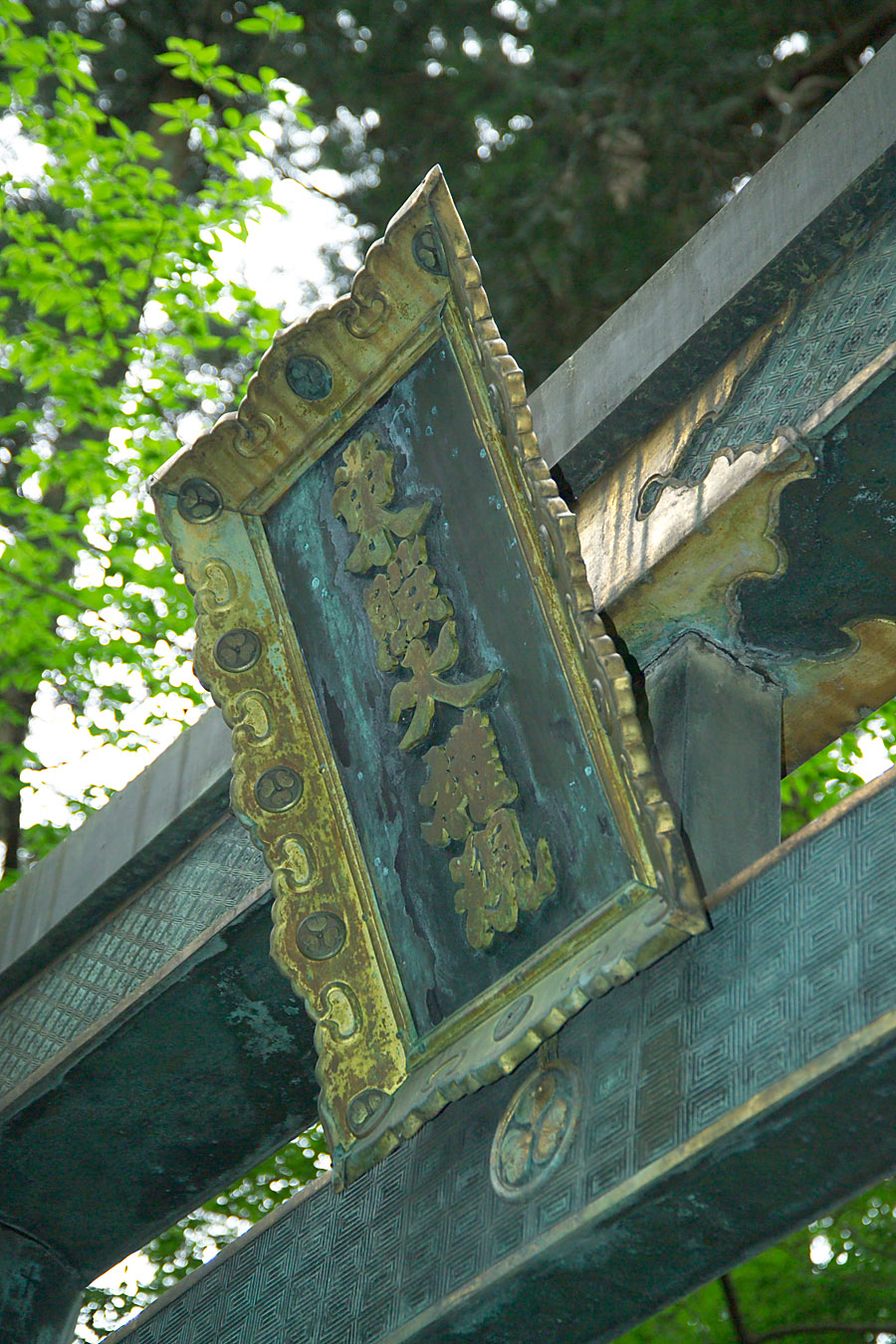
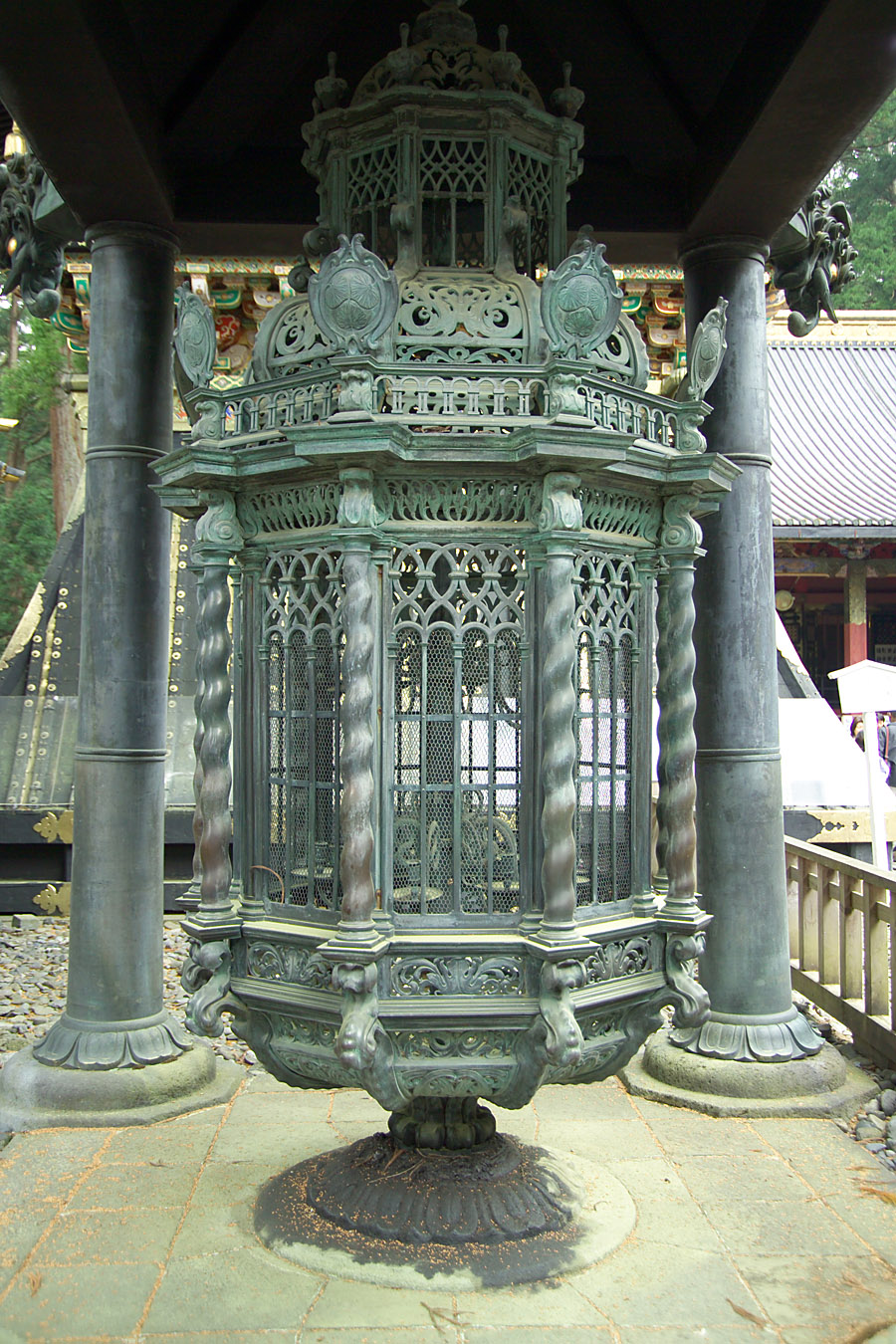
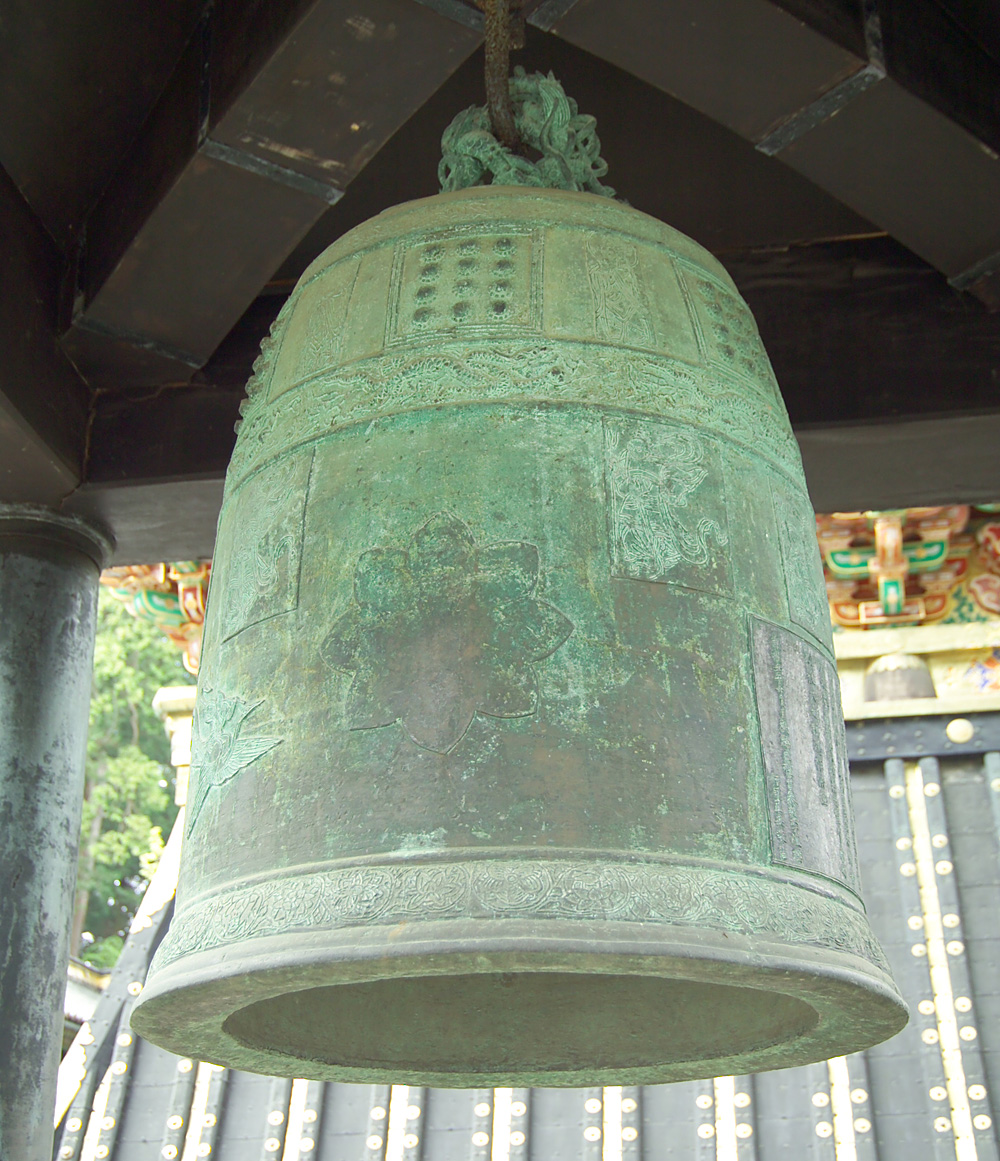
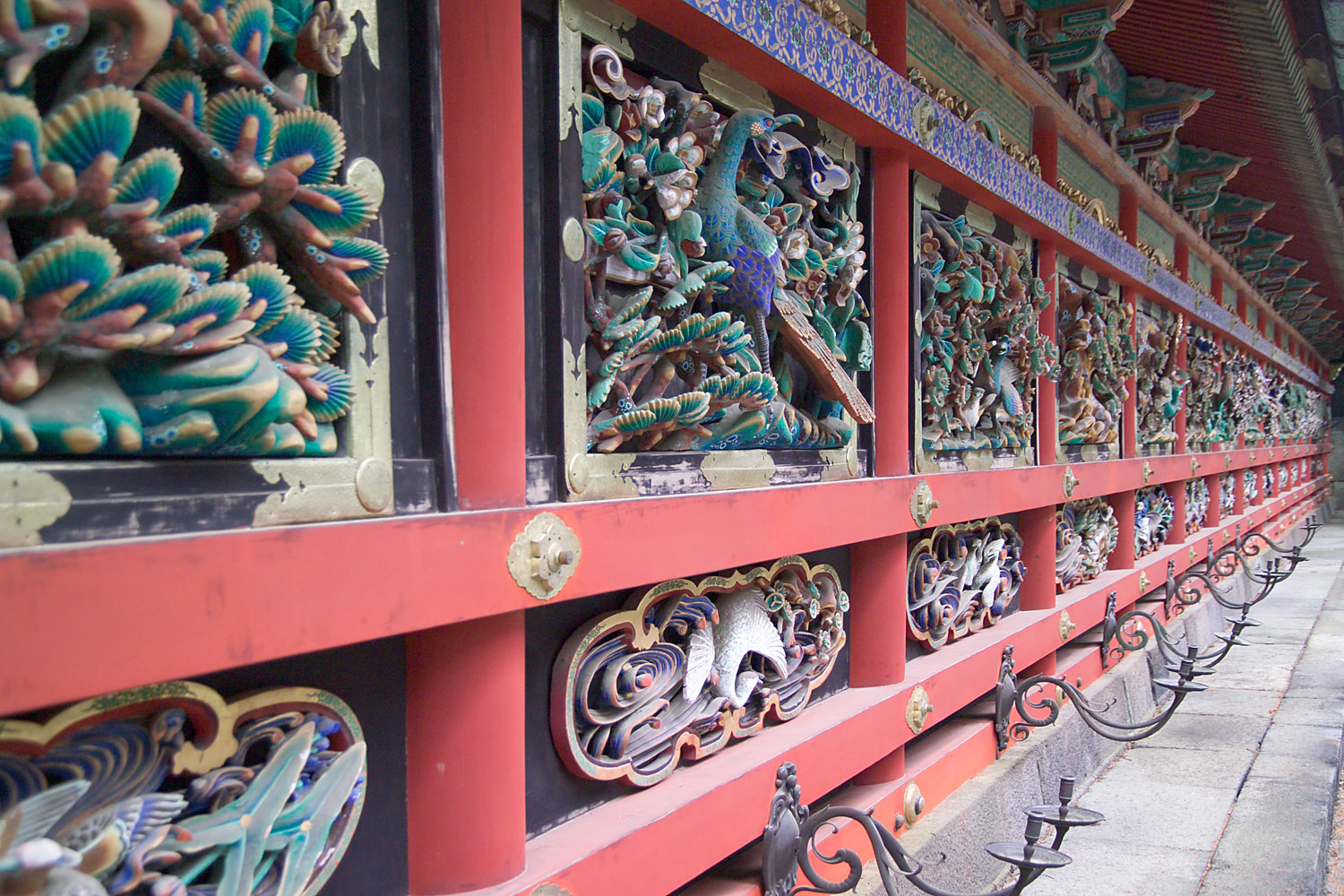
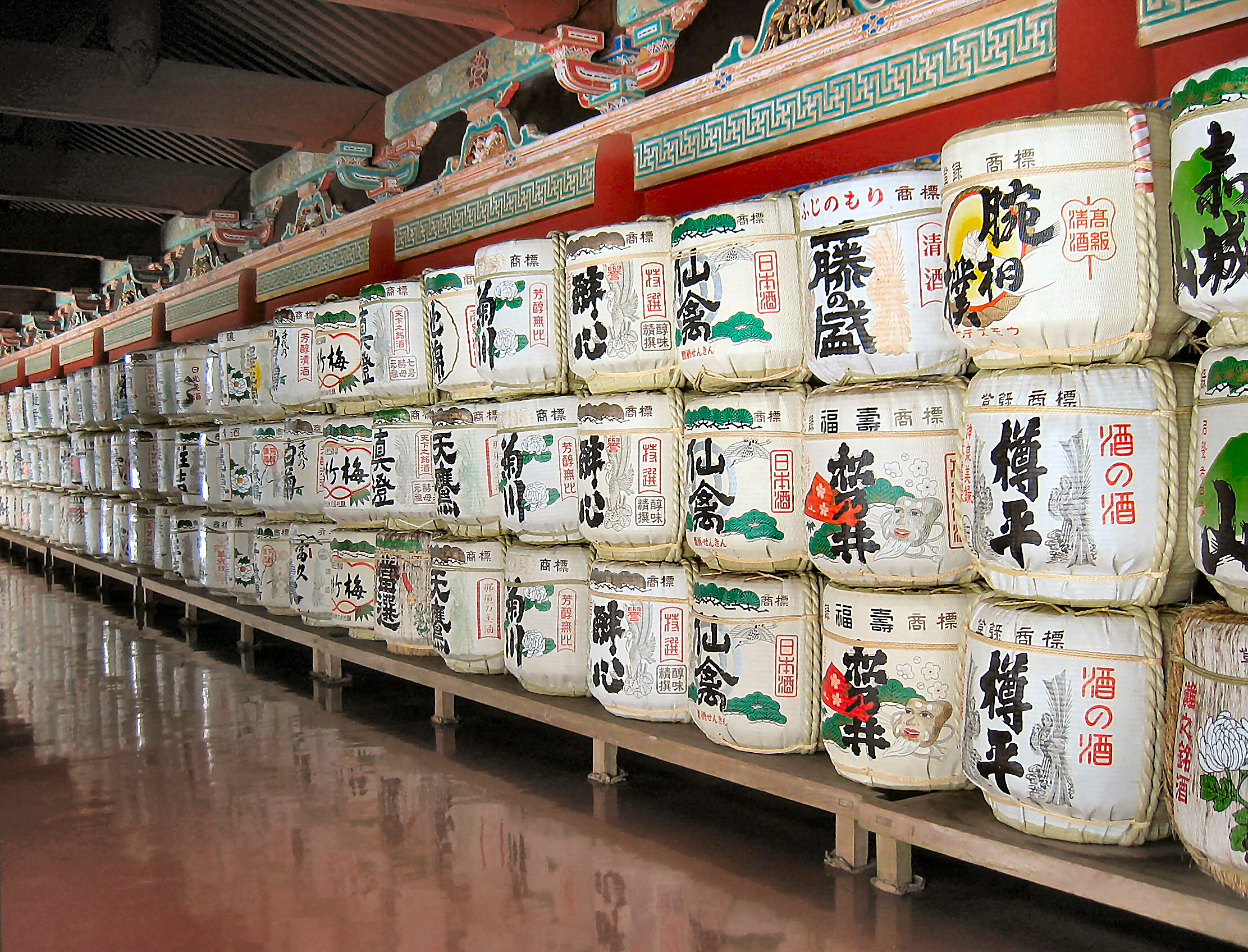
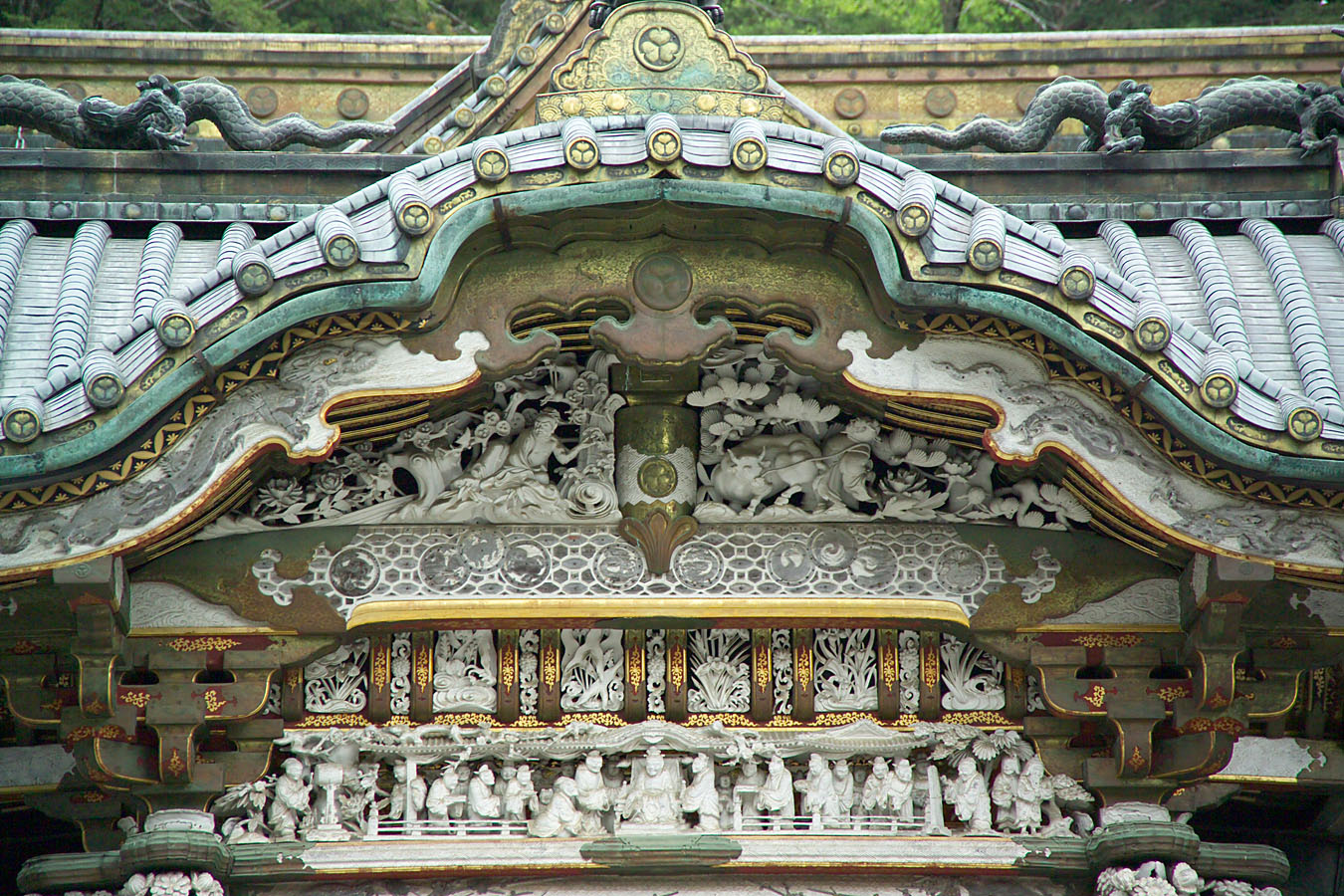
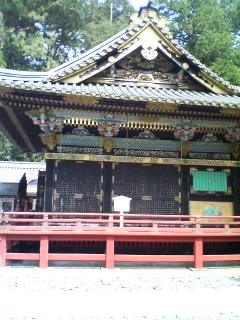
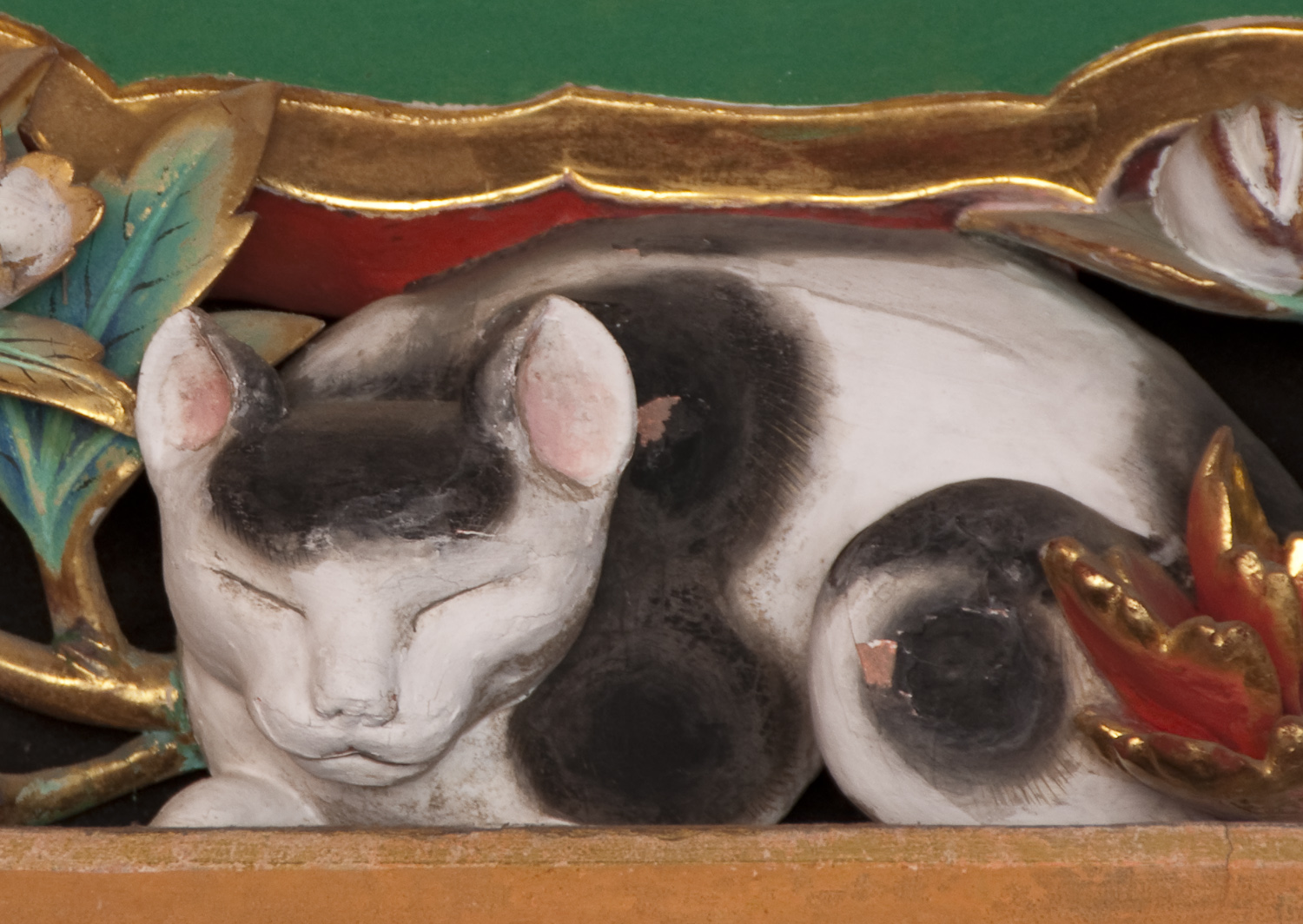
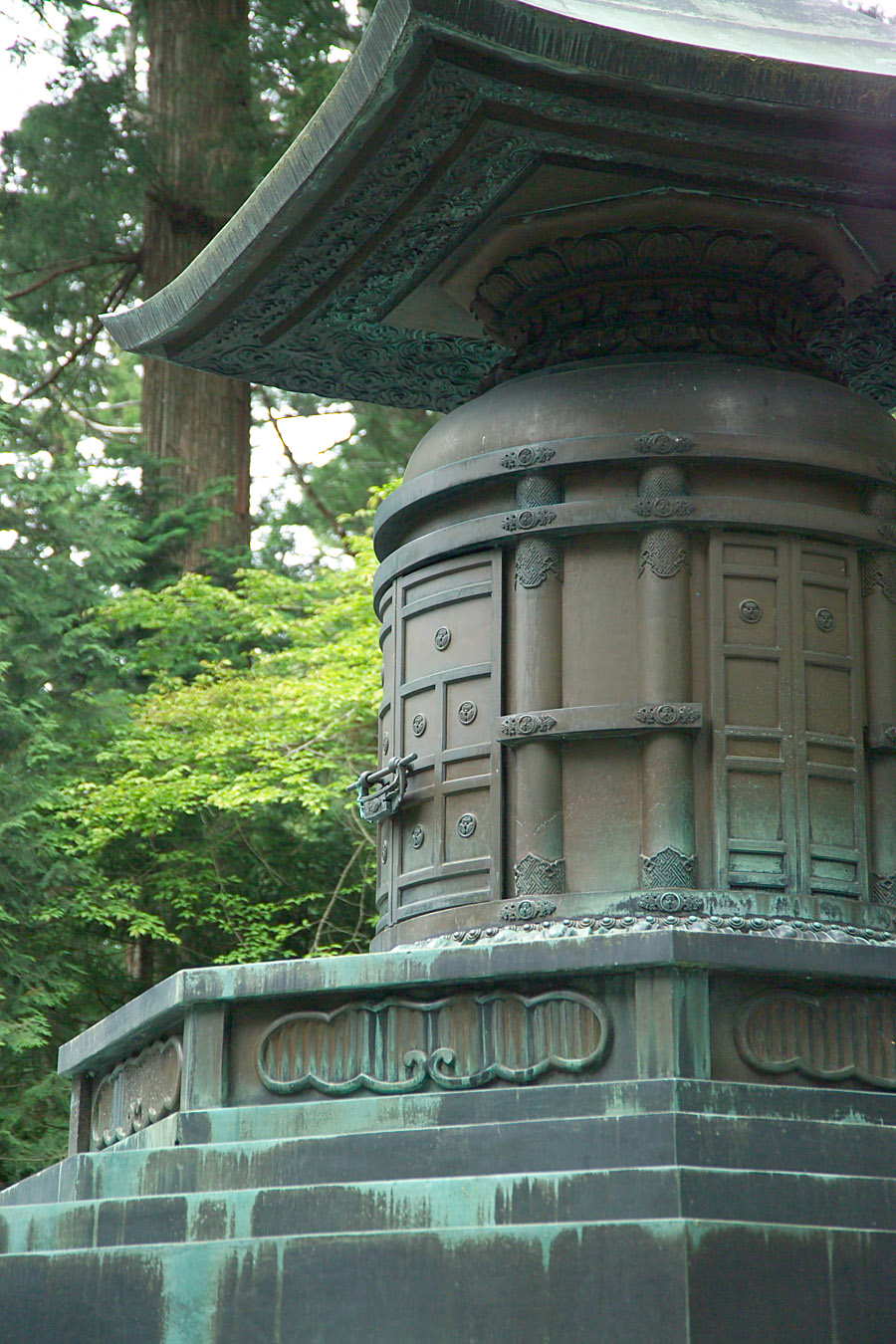
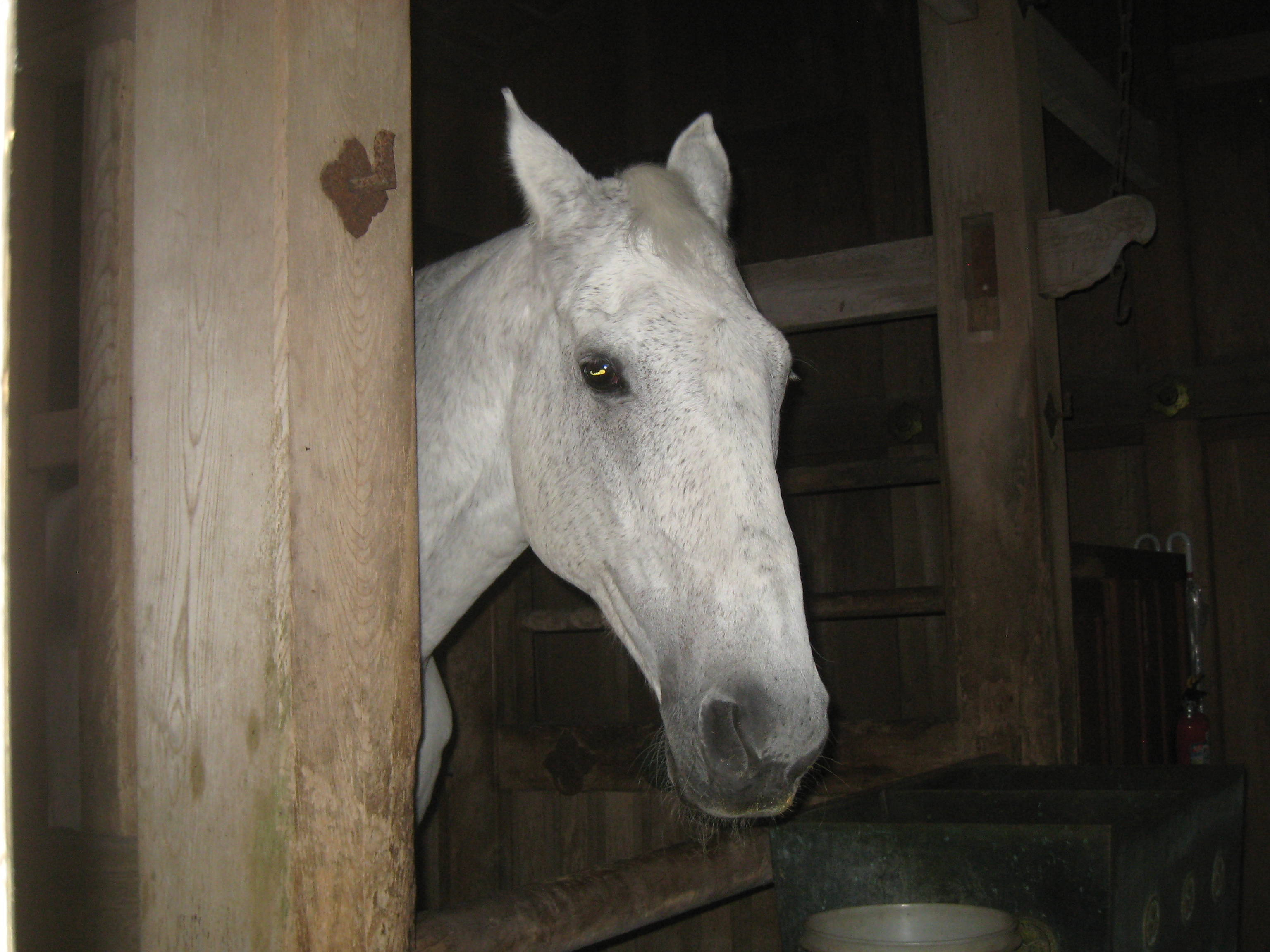
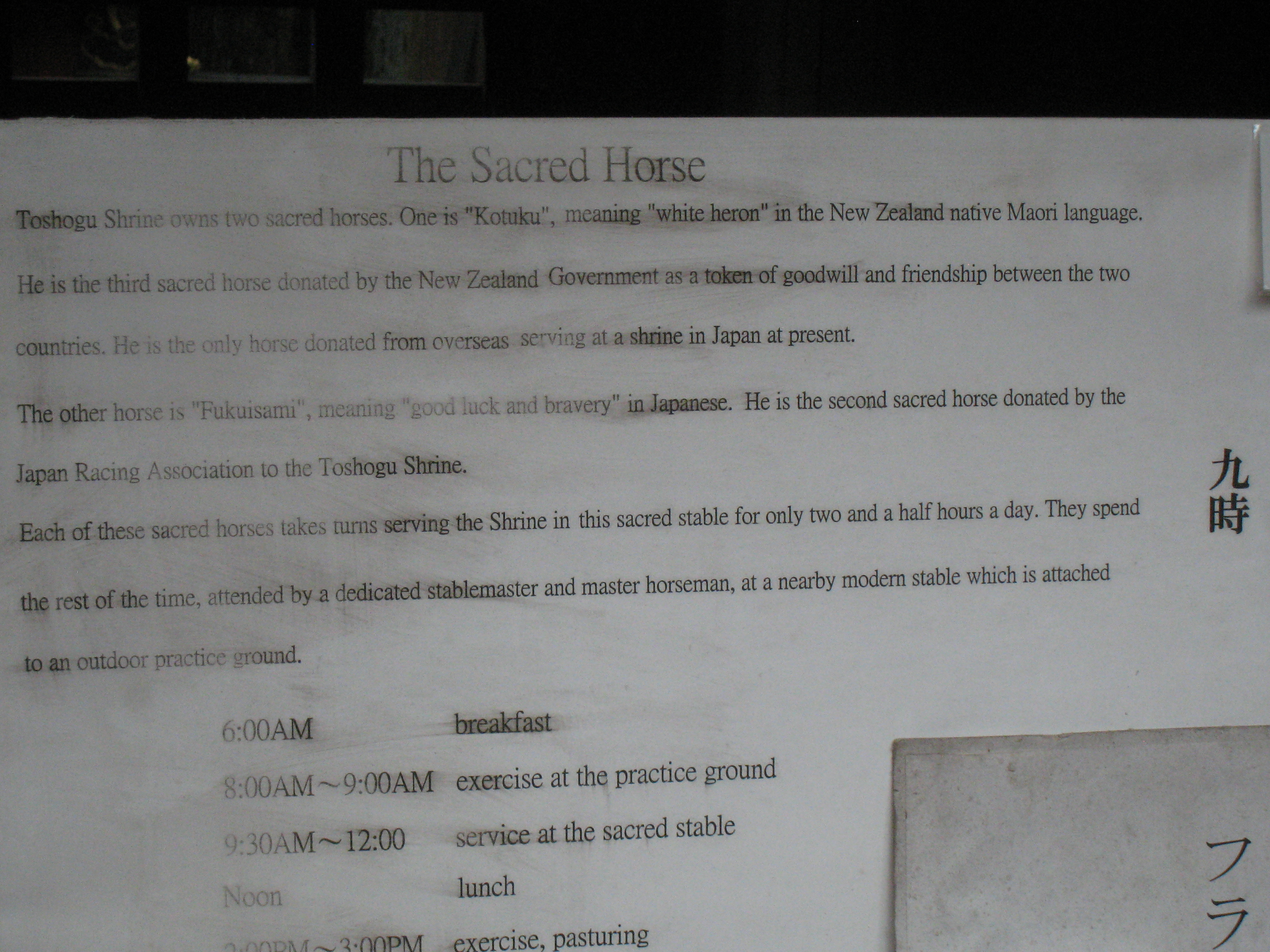